# Serilophus
Serilophus is een geslacht van zangvogels uit de familie breedbekken en hapvogels (Eurylaimidae). Er zijn twee soorten:
- Serilophus lunatus – Wenkbrauwbreedbek
- Serilophus rubropygius – Grijsbrauwbreedbek